# Catone in Utica (Vivaldi)
(Antonio Vivaldi scriveva così al marchese Guido Bentivoglio in riferimento al successo ottenuto dal Catone in Utica)
Catone in Utica (RV 705) è un'opera lirica di Antonio Vivaldi su libretto di Pietro Metastasio. Metastasio scrisse originariamente questo libretto per essere musicato da Leonardo Leo (vedi: http://corago.unibo.it/libretto/DPC0001584), il quale lo mise in scena nel 1728.
L'opera fu rappresentata la prima volta nel marzo del 1737 al Teatro Filarmonico di Verona, dove riscosse subito un grande successo, tant'è che le spese per l'allestimento del dramma vennero coperte dopo sole sei rappresentazioni.
Per l'allestimento dell'opera Vivaldi mutò di non poco il testo originario: rimpiazzò quasi tutte le arie e modificò il finale, nel quale tolse il suicidio di Catone.
Con questo lavoro di elevata bellezza e varietà Vivaldi si avvicina alla conclusione della sua carriera operistica. È infatti la sua terz'ultima opera, un dramma carica d'inventiva melodica e con una forte espressività simile a quella delle opere di Giovanni Battista Pergolesi.

## Struttura dell'opera
Il primo atto, tutt'oggi non pervenutoci, è stato ricostruito dal direttore d'orchestra francese Jean-Claude Malgoire. I recitativi sono stati realizzati con aderenza stilistica da Malgoire stesso, mentre le arie provengono da altre opere vivaldiane.
- Ouverture - Allegro-Andante-Allegro
- Atto I:
  - Scena 1:
    - Recitativo - Perché sì mesto
    - Aria - Con sì bel nome in fronte (Catone)

  - Scena 2:
    - Recitativo - Poveri affetti miei
    - Aria - È follia se nascondete (Marzia)

  - Scena 3:
    - Recitativo - Dunque Cesare venga

  - Scena 4
    - Recitativo - Che veggio

  - Scena 5:
    - Recitativo - Tu taci, Emilia
    - Aria - Vaga sei ne' sdegni tuoi (Cesare)

  - Scena 6:
    - Recitativo - Quanto da te diverso
    - Aria - L'ira mia, bella sdegnata (Fulvio)

  - Scena 7:
    - Recitativo - Se gli altrui folli amori
    - Aria - O nel sen di qualche stella (Emilia)

  - Scena 8:
    - Recitativo - Giunse dunque a tentarti

  - Scena 9:
    - Recitativo - Pur ti riveggo
    - Aria - Apri le luci e mira (Cesare)

  - Scena 10:
    - Recitativo - Mie perdute speranze

  - Scena 11:
    - Recitativo - Deh t'arresta signor

  - Scena 12:
    - Recitativo - Che giurai, che promisi
    - Aria - Che legge spietata (Arbace)
- Atto II:
  - Scena 1:
    - Recitativo - Marzia t'accheta

  - Scena 2:
    - Recitativo - A tanto eccesso arriva
    - Aria - S'andrà senza pastore (Arbace)

  - Scena 3:
    - Recitativo - Che gran sorte è la mia

  - Scena 4:
    - Aria - Se mai senti spirarti sul volto (Cesare)

  - Scene 5, 6 e 7:
    - Recitativo - Lode agli dèi
    - Aria - Degl'Elisi dal soggiorno (Fulvio)
    - Introduzione di timpani

  - Scena 8:
    - Recitativo - Si vuole ad onta mia

  - Scena 9:
    - Recitativo - Cesare e dove
    - Aria - Se in campo armato (Cesare)

  - Scena 10:
    - Recitativo - Ah Signor, che facesti

  - Scena 11:
    - Aria - Dovea svenarti allora (Catone)

  - Scena 12:
    - Recitativo - Sarete paghi alfin
    - Aria - Il povero mio core (Marzia)

  - Scena 13:
    - Recitativo - Udisti, Arbace

  - Scena 14:
    - Aria - Come invano il mare irato (Emilia)
- Atto III:
  - Sinfonia - Andante
  - Scene 1 e 2
    - Recitativo - Tutto, amico, ho tentato
    - Aria - Se parto, se resto (Marzia)

  - Scena 3
    - Recitativo - Me infelice
    - Aria - Sarebbe un bel diletto (Cesare)

  - Scene 4/8:
    - Recitativo - È questo amici il luogo

  - Scena 9:
    - Aria - Nella foresta (Emilia)

  - Scena 10:
    - Recitativo - Vinceste, inique stelle

  - Scena 11:
    - Duetto - Fuggi dal guardo mio (Catone, Marzia)

  - Scena 12:
    - Recitativo - Il vincer, o compagni

  - Scena ultima:
    - Coro - D'amor la face (tutti)

## Primi interpreti
| ruolo  | tipologia vocale     | primi interpreti, 26 marzo 1737 |
| ------ | -------------------- | ------------------------------- |
| Catone | tenore               | Cesare Grandi                   |
| Cesare | soprano castrato     | Lorenzo Girardi                 |
| Marzia | mezzosoprano         | Anna Girò                       |
| Arbace | soprano castrato     | Giacomo Zaghini                 |
| Emilia | soprano              | Giovanna Gasparini              |
| Fulvio | contralto (travesti) | Elisabetta Moro                 |

## Rappresentazione in tempi moderni
In tempi moderni l'opera fu ripresa, completata e messa in scena sotto la direzione di Jean-Claude Malgoire con l'orchestra La Grande Écurie et la Chambre du Roy nel 2001 a Turcoing e fu registrata nel novembre dello stesso anno.